# Francia en los Juegos Olímpicos de Londres 2012
Francia estuvo representada en los Juegos Olímpicos de Londres 2012 por una delegación de 330 deportistas que compitieron en 24 deportes. Responsable del equipo olímpico fue el Comité Nacional Olímpico y Deportivo Francés, así como las federaciones deportivas nacionales de cada deporte con participación.
La portadora de la bandera en la ceremonia de apertura fue la esgrimidora Laura Flessel-Colovic.

## Medallistas
El equipo olímpico francés obtuvo las siguientes medallas:
| Nombre                                                                   | Deporte               | Competición             |
| ------------------------------------------------------------------------ | --------------------- | ----------------------- |
| Oro                                                                      |                       |                         |
| Renaud Lavillenie                                                        | Atletismo             | Salto con pértiga M     |
| Equipo                                                                   | Balonmano             | Torneo M                |
| Julie Bresset                                                            | Ciclismo de montaña   | Campo a través F        |
| Lucie Décosse                                                            | Judo                  | –70 kg F                |
| Teddy Riner                                                              | Judo                  | +100 kg M               |
| Florent Manaudou                                                         | Natación              | 50 m libre M            |
| Amaury Leveaux                                                           | Natación              | 200 m libre M           |
| Amaury Leveaux Fabien Gilot Clement Lefert Yannick Agnel                 | Natación              | 4 × 100 m libre M       |
| Camille Muffat                                                           | Natación              | 400 m libre F           |
| Tony Estanguet                                                           | Piragüismo en eslalon | C1 M                    |
| Émilie Fer                                                               | Piragüismo en eslalon | K1 F                    |
| Plata                                                                    |                       |                         |
| Mahiedine Mekhissi-Benabbad                                              | Atletismo             | 3000 m con obstáculos M |
| Equipo                                                                   | Baloncesto            | Torneo F                |
| Grégory Baugé Michaël D'Almeida Kévin Sireau                             | Ciclismo en pista     | Velocidad por equipos M |
| Bryan Coquard                                                            | Ciclismo en pista     | Omnium M                |
| Grégory Baugé                                                            | Ciclismo en pista     | Velocidad individual M  |
| Camille Muffat                                                           | Natación              | 200 m libre F           |
| Amaury Leveaux Grégory Mallet Clement Lefert Yannick Agnel               | Natación              | 4 × 200 m libre M       |
| Germain Chardin Dorian Mortelette                                        | Remo                  | Dos sin timonel (M2-) M |
| Anne-Caroline Graffe                                                     | Taekwondo             | +67 kg F                |
| Michaël Llodra Jo-Wilfried Tsonga                                        | Tenis                 | Dobles M                |
| Céline Goberville                                                        | Tiro                  | Pistola de aire 10 m F  |
| Bronce                                                                   |                       |                         |
| Jimmy Vicaut Christophe Lemaitre Pierre-Alexis Pessonneaux Ronald Pognon | Atletismo             | 4 × 100 m M             |
| Hamilton Sabot                                                           | Gimnasia artística    | Paralelas M             |
| Priscilla Gneto                                                          | Judo                  | –52 kg F                |
| Automne Pavia                                                            | Judo                  | –57 kg F                |
| Gévrise Émane                                                            | Judo                  | –63 kg F                |
| Audrey Tcheuméo                                                          | Judo                  | –78 kg F                |
| Ugo Legrand                                                              | Judo                  | –73 kg M                |
| Steeve Guénot                                                            | Lucha grecorromana    | 66 kg M                 |
| Camille Muffat Charlotte Bonnet Ophélie-Cyrielle Étienne Coralie Balmy   | Natación              | 4 × 200 m libre F       |
| Marlène Harnois                                                          | Taekwondo             | –57 kg F                |
| Julien Benneteau Richard Gasquet                                         | Tenis                 | Dobles M                |
| Delphine Reau                                                            | Tiro                  | Foso F                  |
| Jonathan Lobert                                                          | Vela                  | Finn M                  |